# Yūdai Tanaka
Yūdai Tanaka (jap. 田中 雄大 Tanaka Yūdai; ur. 8 sierpnia 1988) – japoński piłkarz występujący na pozycji obrońcy. Obecnie występuje w Blaublitz Akita.

## Kariera klubowa
Od 2011 roku występował w klubach Kawasaki Frontale, Tochigi SC, Gainare Tottori, Mito HollyHock, Vissel Kobe, Hokkaido Consadole Sapporo i Blaublitz Akita.